# Арипов, Дуйсенби Арипович
Дуйсенби Арипович Арипов (1 января 1933, с. Тущыкудык, Мангистауский район, Мангистауская область — 29 октября 2018, Актау) — советский и казахский журналист, общественный деятель. Заслуженный деятель Казахстана (1998). Почетный журналист Казахстана (2017). Почётный гражданин Мангистауской области и Актау.

## Биография
Родился 1 января 1933 года в селе Тущикудук Мангистауской области.
В 1956 году окончил факультет физико-математически Казахского государственного университета им. С. М. Кирова
Участвовал в VI Всемирном фестивале молодежи и студентов, состоявшемся в 1957 году в Москве.
В 1972 году окончил Алматинскую высшую партийную школу.
В 1972 году окончил Алматинский зооветеринарный институт
В 1960 по 1975 годы Начальник отдела партийной жизни газеты «Еңбек туы» Мангистауского уезда, инструктор окружного партийного комитета, Руководитель организационного отдела, председатель райкома народного контроля.
В 1975 по 1978 годы Заведующий организационно-партийным отделом партийного комитета Мангышлакского района.
В 1978 по 1990 годы первым секретарем Партийного комитета района Бейнеу.
В 1990 по 1993 годы Заместитель председателя Мангистауского регионального совета, советник губернатора региона, сотрудником регионального маслихата.
Заместитель главного редактора «Мангистауской энциклопедии» (1997)
Автор книги «Образование молодых коммунистов» (1985), «Мангистау — великая родина» (2001), «Благополучная страна, нравственная жизнь» (2002) и многое др.
Избирался депутатом Верховного Совета Казахстана 11-го созывов.
За время работы в партийно-советских органах Дуйсемби Арипов избирался делегатом XIV, XV, XVI, XVII съездов Компартии Казахстана, XI съезда Совета профсоюзов республики, в 1978 году как приглашенный участвовал в работе XVIII съезда ВЛКСМ, в 1957 году — VI Всемирного фестиваля молодежи.
Член Союз журналистов Казахстана.
Скончался в 2018 году.

## Награды и звания
- Награждён орденами «Дружбы народов» (1983)
- Награждён медалями «В ознаменование 100-летия со дня рождения Владимира Ильича Ленина», «Жукова», «За освоение целинных земель», «Ветеран труда» и др.
- Награждён золотой (05.04.1985) и серебряной (24.03.1983) медалями Всесоюзной выставки достижений народного хозяйства, благодарственными письмами Первого Президента РК Нурсултана Назарбаева, акимов области, города Актау.
- Орден Курмет (2017)
- Медаль «25 лет независимости Республики Казахстан» (2016)
- Присвоено почетное звание «Заслуженный деятель Республики Казахстан» (1998)
- Присвоено почетное звание «Почетный журналист Казахстана» (2017)[2]
- Награждён Почётной грамотой Верховного Совета Казахской ССР (1982)
- Дуйсемби Арипов почетный гражданин села Тущикудук, Бейнеуского района, городов Актау (2006), Даллас (США) и Мангистауской области (2012).